# Грёнинген
Грёнинген (нем. Gröningen) — город в Германии, в земле Саксония-Анхальт.
Входит в состав района Бёрде. Подчиняется управлению Вестлихе Бёрде. Население составляет 3780 человек (на 31 декабря 2010 года). Занимает площадь 59,67 км². Официальный код — 15 3 55 018.
Город подразделяется на 5 городских районов.

## Знаменитые земляки
- Эдмунд Колер (1831—1901) — немецкий военный врач
- Якоб Фридрих Рейманн (1668—1743) — немецкий протестантский теолог, педагог, историк и философ эпохи барокко. Первый историк литературы в Германии.